# Insentiraja laxipella
Insentiraja laxipella (лат.) — вид хрящевых рыб семейства Arhynchobatidae отряда скатообразных. Обитают в западной части Тихого океана в тропических водах Австралии. Встречаются на глубине до 880 м. Их крупные, уплощённые грудные плавники образуют округлый диск со треугольным рылом. Спинные плавники отсутствуют. Максимальная зарегистрированная длина 57 см. Откладывают яйца. Не являются объектом целевого промысла. 

## Таксономия
Впервые вид был научно описан в 1992 году как Pavoraja laxipella. Видовой эпитет происходит от слов лат. laxus — «вялый» и лат. pellis — «кожа» и обусловлен дряблостью кожи на вентральной поверхности диска этих скатов. Вид известен всего по нескольким особям. Голотип представляет собой половозрелого самца длиной 56,5 см, пойманного у побережья Квинсленда, Австралия (16°55′ ю. ш. 151°34′ в. д.) на глубине 880 м. Паратипы: неполовозрелый самец длиной 36,2 см и самки длиной 40,2—54,6 см, пойманные там же на глубине 802—880 м.

## Ареал
Эти скаты обитают в средней части материкового склона у берегов Квинсленда. Встречаются на глубине 800—880 м.

## Описание
Широкие и плоские грудные плавники этих скатов образуют округлый диск с широким треугольным рылом.  На вентральной стороне диска расположены 5 жаберных щелей, ноздри и рот. На тонком хвосте имеются латеральные складки. Хвостовой плавник редуцирован. Спинные плавники и колючки, за исключением аларных и скуловых колючек у взрослых самцов, отсутствуют. Кожа на вентральной вентральной поверхности мягкая и дряблая. Максимальная зарегистрированная длина 64 см.

## Биология
Эти скаты откладывают яйца, заключённые в четырёхконечную роговую капсулу.

## Взаимодействие с человеком
Эти скаты не являются объектом целевого лова. В ареале ведётся незначительный глубинный промысел. Данных для оценки Международным союзом охраны природы охранного статуса недостаточно.